# Veronika Souralová

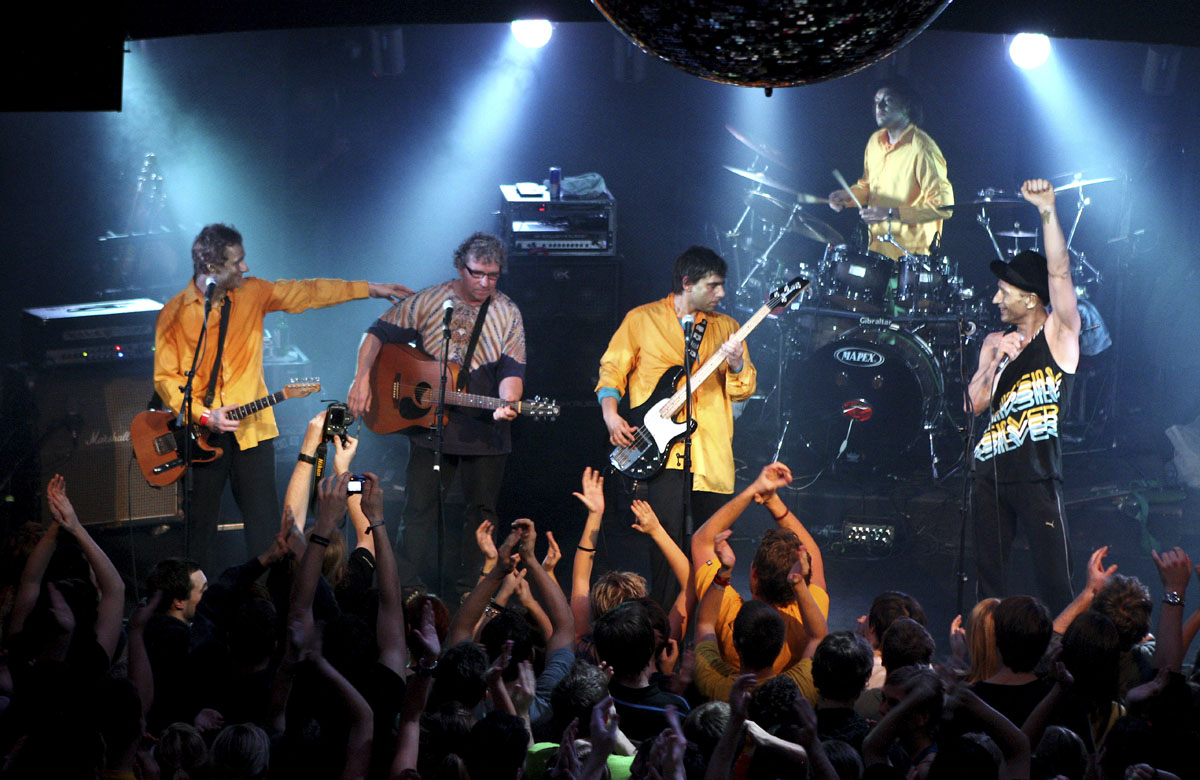
Ukázka z fotografické tvorby (skupina Wohnout; 2009)

Veronika Souralová (* 10. července 1968 Praha) je česká fotografka, spisovatelka, kurátorka a ředitelka společnosti Czech Photo.

## Život
Dětství prožila v Hostinném, studovala gymnázium v Trutnově, poté stavební fakultu ČVUT Praha. Je vdaná za Marcela Sourala, má dvě děti - Natálii a Víta.
V průběhu let organizovala mnoho akcí v oblasti fotografie. Je ředitelkou a zakladatelkou multižánrového centra pro fotografy Czech Photo Centre v Nových Butovicích, které bylo otevřeno v roce 2016, v současné době je známo mezi odbornou a širokou veřejností a stává se významným centrem i pro zahraniční fotografy. Jeho důležitou součástí je archiv fotografií. Díky její kurátorské činnosti se v Czech Photo Centre představily hvězdy nejen reportážní fotografie, jako například fotografové z agentury VII a NOOR. Zároveň je jednatelkou společnosti Czech Photo Centre s.r.o., která byla zřízena za účelem zajišťování provozu galerie. Zastává funkci statutárního ředitele Czech Photo o.p.s. Osm let se aktivně podílela na realizaci soutěže a následné výstavy Czech Press Photo, jejíž vedení v roce 2015 kompletně převzala po její zakladatelce Daniele Mrázkové.
Je kurátorkou mnoha výstav (včetně výstav Czech Press Photo na Staroměstské radnici a v Národním muzeu), zakladatelkou nové soutěže Czech Nature Photo pro české a slovenské fotografy přírody. Tento projekt považuje za velmi důležitý pro edukaci obyvatel směřující k ochraně přírody. Dlouhodobě vedla Galerii Academic v Roztokách u Prahy, kde pořádala výstavy profesionálním i amatérským fotografům. Současně pracovala v oblasti marketingu a PR.
Ve volném čase se věnuje systematickému pořizování fotografických celků ze života hmyzu a psaní knih pro děti. Na svém kontě jich má jedenáct, z toho čtyři ve spoluautorství s fotografem Danem Maternou. Ráda cestuje a z jejích cest vznikají cestovatelské deníky, některé vyšly knižně. Její fotografie se objevují v odborných knihách (např.: Jan Ždárek - Hmyzí rodiny a státy, Veselý a kol. – Včelařství) a v časopisech. Realizovala zhruba třicet autorských fotografických výstav a podílela se na řadě společných instalací.

## Publikace
- Jeden den v mraveništi (2004)
- Gruzínské snění (2008)
- Fotografové musí být šílení (2009)
- Uzbek fiction (2010)
- Povídání s motýly (2010)
- Já, zlatý retrívr (2013)
- Včelí domeček (2014)
- Rok s retrívrem (2017)
- Příběhy z trávy (2019)
- Když jsem byla štěně (2021)
- Štěňata na prázdninách (2023)